# Antoniówka (przystanek kolejowy)
Antoniówka – przystanek kolejowy w Groszowicach, w woj. mazowieckim, w Polsce.

## Ruch pasażerski
| Rok  | Wymiana pasażerska na dobę |
| ---- | -------------------------- |
| 2017 | 10-19                      |
| 2022 | 20-49                      |
| 2023 | 20-49                      |